# Irmgard von Ulmen
Irmgard von Ulmen lebte im 12. und 13. Jahrhundert und war von 1208 bis 1253 Äbtissin im Augustiner-Chorfrauen-Stift Kloster Stuben.

## Leben

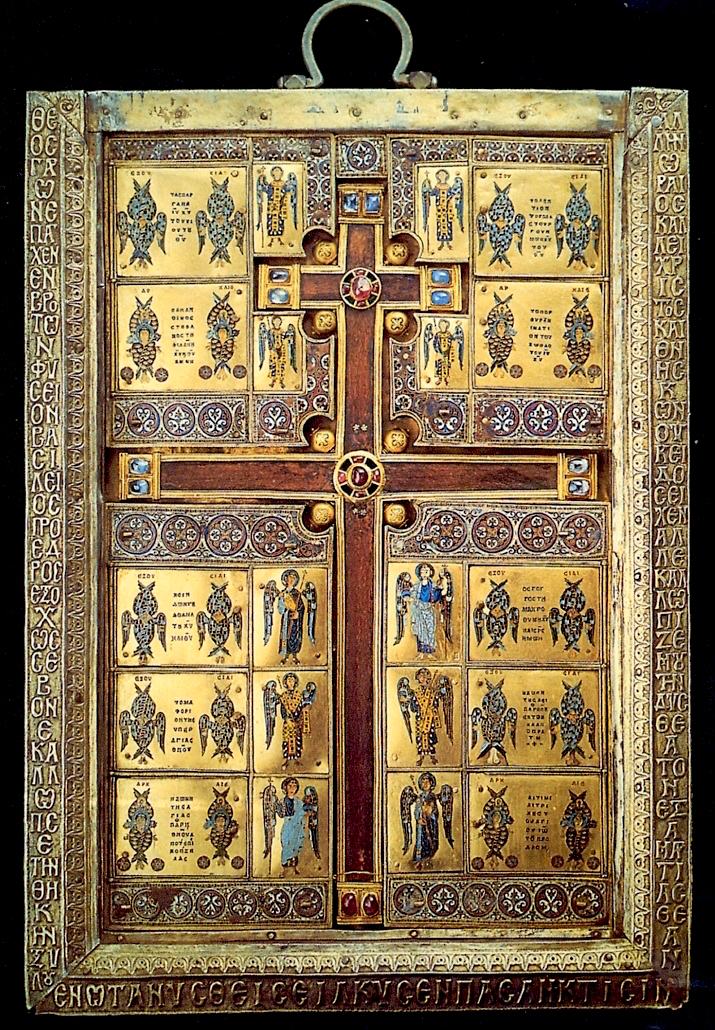
Limburger Staurothek im geöffneten Zustand

Irmgard von Ulmen stammte aus einem Ministerialen- und Rittergeschlecht, das erstmals im frühen 12. Jahrhundert in Ulmen erschien. Sie war eine Tochter des Sybert von Ulmen, der im Jahr 1163 im Dorfgericht Treis wegen einer Angelegenheit des Klosters Maria Laach und 1170 im Burggeding zu Treis genannt wurde. Ein Bruder von ihr war der Ritter und Kreuzfahrer Heinrich von Ulmen (1175–1236). Von ihm bewahrte sie in ihrer Zeit als Äbtissin des Klosters Stuben byzantinische Schätze aus Konstantinopel aus der Mitte des 10. Jahrhunderts auf, die er vom Vierten Kreuzzug mitgebracht und dem Kloster 1208 geschenkt hatte. Für die Staurothek mit einem Kreuzreliquiar wurde eigens eine besondere Reliquienkapelle angebaut. Das brachte Kaiser Maximilian I. – als er sich 1512 auf dem Weg zum großen Reichstag in Trier befand – dazu, in Stuben einzukehren und dort zu übernachten.
Es wird angenommen, dass Irmgard gemeinsam mit ihrer Mutter (Elisabeth ?) im Kloster Heisterbach bestattet wurde.